# 九九式狙擊步槍
九九式狙擊步槍為日軍在第二次世界大戰中使用的狙擊步槍。其為九九式步槍的狙擊版；九九式是在三八式步槍因口徑太小而被認定威力嚴重不足後，被發給前線部隊。九九式狙擊步槍有一些衍生型；其中有一些衍生型的直槍機與瞄準鏡位於槍身左側，使其能夠使用彈夾條。另外一種衍生型的彎曲槍機及瞄準鏡位於槍身上方，迫使狙擊手將子彈一發一發裝入彈匣。

## 流行文化

### 電子遊戲
- 2022年—《應徵入伍》

## 外部連結
- 日本武器兵器狙擊步槍和瞄準鏡（日語）